# Uurajärvi (sjö i Kajanaland)
Uurajärvi är en sjö i Finland. Den ligger i kommunen Paldamo i landskapet Kajanaland, i den centrala delen av landet, 500 km norr om huvudstaden Helsingfors. Uurajärvi ligger 148 meter över havet. Den är 18 meter djup. Arean är 1,45 kvadratkilometer och strandlinjen är 7,93 kilometer lång. Sjön  ingår i Uleälvens huvudavrinningsområde. 